# Liste der deutschen Botschafter in Armenien
Die Liste der deutschen Botschafter in Armenien enthält die Botschafter der Bundesrepublik Deutschland in Armenien. Sitz der Deutschen Botschaft ist in der armenischen Hauptstadt Jerewan.
| Name                     | Amtszeit  | Anmerkung                  |
| ------------------------ | --------- | -------------------------- |
| Günther Dahlhoff         | 1992–1995 |                            |
| Norbert Heinze           | 1996      | Geschäftsträger ab 09/1995 |
| Carola Müller-Holtkemper | 1996–1999 |                            |
| Volker Seitz             | 1999–2001 |                            |
| Hans-Wulf Bartels        | 2002–2004 |                            |
| Heike Renate Peitsch     | 2004–2007 |                            |
| Andrea Wiktorin          | 2007–2009 |                            |
| Hans-Jochen Schmidt      | 2009–2012 |                            |
| Reiner Morell            | 2012–2015 |                            |
| Matthias Kiesler         | 2015–2019 |                            |
| Michael Banzhaf          | 2019–2021 |                            |
| Viktor Richter           | 2021–2024 |                            |
| Claudia Busch            | 2024–     |                            |